# Economia dos Países Baixos
A economia dos Países Baixos tem como características as relações industriais estáveis, um baixo desemprego, um expressivo superavit na balança comercial, e ser também um importante centro comercial da Europa. Tendo sido um dos grandes centros da economia mundial no século XVII, o país tem sido bastante próspero desde então, ainda que a posição tenha sido perdida para a Inglaterra no curso do século XVIII. Atualmente, algumas companhias neerlandesas se tornaram grandes multinacionais, como a petrolífera Royal Dutch Shell, que tem como coproprietário o Reino Unido, o banco ABN AMRO, a empresa de eletrônica de consumo Philips, a cervejaria Heineken, a empresa anglo-neerlandesa de bens de consumo Unilever e a empresa aérea KLM.
A economia dos Países Baixos é aberta, e o governo tem reduzido o papel que nela desempenha desde os anos 80. A atividade industrial desenvolve-se predominantemente no processamento alimentar, nas indústrias químicas, no refinamento de petróleo e em maquinaria eléctrica. Um setor agrícola altamente mecanizado emprega apenas cerca de 2% da mão de obra mas gera grandes excedentes para a indústria alimentar e para a exportação. O país situa-se na terceira posição mundial no valor das exportações agrícolas, atrás dos Estados Unidos e da França. Os países baixos foram bem sucedidos em resolver os problemas das finanças públicas e da estagnação do crescimento do emprego muito antes dos seus parceiros europeus.
Como membro fundador do Euro, os Países Baixos substituíram a sua anterior moeda, o florim, a 1 de Janeiro de 1999, em simultâneo com os outros fundadores da moeda europeia, com as atuais moedas e notas de euro a entrar em circulação a 1 de janeiro de 2002.
Depois de 26 anos de contínuo crescimento, a economia do país - que é muito aberta e dependente do comércio exterior e dos serviços financeiros - sofreu uma retração de 3,9% em 2009, e simultaneamente suas exportações caíram 25% devido a uma aguda retração na demanda internacional. Em 2010 o país voltou a crescer 1,7%. São os sétimos no ranking de competitividade do Fórum Econômico Mundial.

## Setores

### Setor primário

#### Agricultura
Os Países Baixos produziram, em 2018:
- 6,5 milhões de toneladas de beterraba, que serve para produzir açúcar e etanol;
- 6,0 milhões de toneladas de batata (10º maior produtor do mundo);
- 1,2 milhões de toneladas de cebola;
- 961 mil toneladas de trigo;
- 910 mil toneladas de tomate;
- 538 mil toneladas de cenoura;
- 410 mil toneladas de pepino;
- 402 mil toneladas de pera;
- 355 mil toneladas de pimenta;
- 300 mil toneladas de cogumelo e trufa;
- 295 mil toneladas de alface;
- 269 mil toneladas de maçã;
- 247 mil toneladas de cevada;

Além de produções menores de outros produtos agrícolas.
Os Países Baixos, no entanto, são o 3º maior importador de produtos do Brasil. O país revende produtos agrícolas do Brasil a preços mais caros para o mercado Europeu, que é altamente protecionista e fechado.